# Manuel Iván Tejeda
Manuel Iván Tejeda (31 de octubre de 1958) es un deportista dominicano que compitió en taekwondo. Ganó una medalla de bronce en el Campeonato Mundial de Taekwondo de 1985, y una medalla de plata en el Campeonato Panamericano de Taekwondo de 1984.
Es el primer taekwondoista inmortalizado en su categoría en el Pabellon de la Fama del Deporte Dominicano en el 2008. 
Actualmente esta casado con Johanna Lugo, quien también practica del deporte.

## Palmarés internacional
| Campeonato Mundial      | Campeonato Mundial   | Campeonato Mundial | Campeonato Mundial |
| Año                     | Lugar                | Medalla            | Categoría          |
| ----------------------- | -------------------- | ------------------ | ------------------ |
| 1985                    | Seúl (Corea del Sur) | Medalla de bronce  | –64 kg             |
| Campeonato Panamericano |                      |                    |                    |
| Año                     | Lugar                | Medalla            | Categoría          |
| 1984                    | Paramaribo (Surinam) | Medalla de plata   | –64 kg             |